# アルト・ハエルコーネン
アルト・ハエルコーネン (Arto Härkönen、1959年1月31日 - )は、フィンランド・ヘルシンキ出身の陸上競技選手。1984年ロサンゼルスオリンピックの男子やり投に出場。86.76mの記録で金メダルを獲得した。

## 主な実績
| 年   | 大会             | 場所                         | 種目   | 結果 | 記録   |
| ---- | ---------------- | ---------------------------- | ------ | ---- | ------ |
| 1979 | ユニバーシアード | メキシコシティ(メキシコ)     | やり投 | 銀   | 87.10m |
| 1984 | オリンピック     | ロサンゼルス(アメリカ合衆国) | やり投 | 金   | 86.76m |